# 深井仁美
深井仁美（ふかい ひとみ）は、日本のフェイスペイント、ボディペイントのアーティスト。特定非営利活動法人日本フェイスペイント協会代表理事。

## 人物
神奈川県横浜市出身。日本のフェイスペイント、ボディペイントや、ベリーペイントの第一人者で、ニューヨーク州公認のマニキュアリストでもある。日本国外でのボディペイントの大会では審査員を務める。
フェイスペイントで笑顔と癒しを提唱し、障害者施設などでボランティア活動を積極的に行う他、NPO法人日本フェイスペイント協会のインストラクターとして、日本全国のアーティストに指導を行う。
”ベリーペイント”（妊娠を祝い、安産祈念のため、妊婦のお腹に絵を描くこと）を日本へ最初に持ち込んだとして知られ、現在、深井独自の芸術性と価値は、世界的にも高く評価されている。

## 来歴
- 1999年

妹と共にパフォーマンスユニット『DecoDeco/デコデコ』を結成。大手企業パーティーイベントから、野毛大道芸などで、フェイスペインティング & ボディペインティング・アーティストとして多数出演。
- 2001年

マクドナルドサッカーフェスタ2001（埼玉・大阪・横浜）にて、フェイスペインティングを実施。
FIFAコンフェデレーションズカップ2001（各会場）にて、フェイスペインティングを実施。
- 2002年

フェイスペイントの普及と啓発のため、『横浜フェイスペインティング協会』を設立。みなとみらい横浜美術館にてフェイスペイント・セミナーを開催し、ワールドカップ会場でのフェイスペイントを広く呼びかける。2002 FIFAワールドカップでは日本全国の会場で約5万人にフェイスペインティングを実施。
- 2005年

愛・地球博（日本館）にて、フェイスペインティングを実施、最長3時間の行列。
- 2006年

AFCアジアカップ2007予選（札幌ドーム）、キリンカップ（日産スタジアム・国立競技場・ほか）にて、フェイスペインティングを実施。
- 2007年

フェイスペイントのさらなる普及のため、『横浜フェイスペインティング協会』を 日本フェイスペイント協会 へと改称するとともに、自らが代表理事に就き、特定非営利活動法人として、海外の団体との交流も始める。
アメリカ合衆国フロリダ州でおこなわれた『Face And Body Art International Convention 2007』へ、日本人として初参加、初優勝。
世界陸上2007（大阪）、キリンチャレンジカップ2007（九州石油ドーム）でフェイスペインティングを実施。
- 2009年

横浜開港150周年記念イベントの一環として、フェイスペインティング & ボディアートの世界大会『ジャパン・フェイスペインティング & ボディアートショウ 2009』を大会委員長として、自ら手がける。
- 2010年

フェイスペイントアーティストとして北京モーターショーに出演。
- 2011年

ボディデコレーションアートショウを東京・代官山にて開催。
ボディペイントアーティストとして、上海モーターショー2011にてボディペインティングを披露。
- 2012年

コカ・コーラカレンダー2013（日本版）を制作。
- 2013年

ワコールカレンダー2014を制作。

## 受賞歴
- Face And Body Art International Convention 2007 - 優勝
- Face And Body Art International Convention 2008 - 準優勝
- 第1回よこはまグッドバランス賞 - 受賞

## CM制作
- 2002年 - 富士ゼロックス
- 2002年 - 日本ビクター
- 2006年 - ピザハット
- 2010年 - 日清食品カップヌードルライト
- 2010年 - 富士急ハイランド

## 代表作品
- Tropical　Adventure（フェイスペインティング）
- nature(マネキンアート）
- ROSE（ボディペインティング）
- Heritage（ボディペインティング）
- Lumiera（ボディデコレーションアート）
- BlueEarth（ボディデコレーションアート）